# Sophonia anushamata
Sophonia anushamata är en insektsart som beskrevs av Chen och Li 1998. Sophonia anushamata ingår i släktet Sophonia och familjen dvärgstritar. Inga underarter finns listade i Catalogue of Life.